# Familien kom til kaffe
"Familien kom til kaffe" er en sang af den danske gruppe Shu-bi-dua, der blev udgivet i 1992 på deres trettende album, Shu-bi-dua 13. Melodien til nummeret er lavet af Shu-bi-dua selv med inspiration fra dance-poppen og Barry White. Sangen handler om en yngre familie, far, mor og barn, der har en udfordrende tilværelse ét eller andet sted i Danmark. 
I begyndelsen går det godt, men senere hober problemerne sig op, idet barnet er plaget af sygdom, moderen mister sit arbejde, bil og cykel bryder sammen, familiens budget går nedenom og hjem, og huset må på tvangsauktion. Oven i det får de hele tiden besøg at slægtninge, der tærer på den lille husstands kræfter: "For familien kom til kaffe og de nægtede at daffe, så længe der var flæskesvær og sprit, og de tabte alt i Lotto og blev trøstet af Hans Otto, og sådan gik det lille hjem fallit", lyder det i sangen.
"Familien kom til kaffe" handler om 1980'ernes og 90'ernes nyfattige danske familier og deres trængsler. Den lille familie er så trængt, at den må flytte hemmeligt ind i et forladt hus, der ligesom deres eget er røget på tvangsauktion. Bedst som de er ved at finde sig til rette, kommer "Familien" (igen) og forstyrrer.

## Mellemstykket
Sangens mellemstykke er indtalt af forsanger Michael Bundesen og er en omskrivning af det sidste vers i Gasolin's hit "Hva' gør vi nu, lille du?" (1976), hvor Kim Larsens hovedperson på tilsvarende vis prøver at råbe en politiker op, uden det har nogen virkning. Omskrevet af Shu-bi-dua, lyder det: "Mine damer og herrer, hva' ska' vi gøre? Vi mener, I har jo jeres på det tørre. Men de grinede bare og sagde: Det går ufatteligt godt." Sidstnævnte linje er et citat fra daværende statsminister Poul Schlüter. I mellemstykket er der også en reference til sangen "Hist, hvor vejen slår en bugt", som Shu-bi-dua senere indspillede deres egen version af på 18'eren.

## Udgivelsen og gennem årene
"Familien kom til kaffe" udkom sammen med den øvrige del af 13'eren i 1992 og blev et større hit. Nummeret har siden været hyppigt spillet til Shu-bi-duas koncerter gennem årene, og fra tid til anden har bandet livemæssigt ændret ordene i mellemstykket, så de i stedet har refereret til noget samfundsrelevant på spilletidspunktet.

## Medvirkende
- Michael Bundesen: Sang
- Michael Hardinger: Guitar, kor
- Claus Asmussen: Guitar, kor
- Kim Daugaard: Bas, kor
- Jørgen Thorup: Keyboard, synthesizer, kor
- Peter Andersen: trommer